# Charlevoix (Michigan)
Charlevoix è un comune degli Stati Uniti d'America, situato nello Stato del Michigan, nella contea di Charlevoix, della quale è il capoluogo.